# Damião António Franklin
Damião António Franklin (ur. 6 sierpnia 1950 w Kabindzie, zm. 28 kwietnia 2014) – angolański duchowny katolicki, arcybiskup Luandy w latach 2001-2014.

## Życiorys
Święcenia kapłańskie przyjął 28 czerwca 1978. 

## Episkopat
29 maja 1992 został mianowany biskupem pomocniczym diecezji Luanda, ze stolicą tytularną Falerone. Sakry biskupiej udzielił mu 12 lipca 1992 kardynał Alexandre do Nascimento.
23 stycznia 2001 Jan Paweł II mianował go arcybiskupem Luandy. W 2009 na II Specjalnym Zgromadzeniu Synodu Biskupów poświęconemu Afryce pełnił funkcję sekretarza specjalnego.